# Пастырь (фильм, 2011)
«Пастырь» (англ. Priest) — фильм Скотта Стюарта, снятый по одноимённой манхве (корейским комиксам) Мин-Ву Хунга. Дата выхода в прокат в России: 7 мая 2011 года.

## Сюжет
Действие происходит в альтернативной реальности, где между людьми и вампирами уже сотни лет идёт война, в результате которой мир был разрушен и превратился в  пустыню. Вампиры боялись солнца, но были сильнее и быстрее, и несмотря на технологическое превосходство людей, те оказались на грани вымирания, укрывшись за высокими стенами городов, разбросанных по пустыне.  Тогда власть в свои руки захватила теократическая организация, именуемая «Церковь». Она создала «пастырей» — беспощадных воинов-монахов, обученных сражаться против вампиров (могут двигаться с высочайшей скоростью, совершают многометровые прыжки). Появление пастырей стало переломным моментом войны. Большинство вампиров было уничтожено, а оставшиеся были помещены в резервации, охраняемые людьми. После окончании войны Церковь распустила орден, боясь мощи пастырей, и приказала им стать частью общества. Те, кто был обучен убивать и жил войной, не могли найти себя в мирной жизни, а их заслуги, как и память о вампирской угрозе, были забыты.
Фильм начинается с тайной миссии пастырей по уничтожению королевы вампиров в улье «Сола Мира», в случае успеха которой война должна закончиться. Во время операции пастыри попадают в засаду и лидер группы (Пол Беттани), известный как просто Пастырь, приказывает отступить, но одного из пастырей хватают вампиры и утаскивают вглубь улья.
Годы спустя Пастырь живёт в Кафедральном Городе и мучается кошмарами о случившемся в «Сола Мира». Он постоянно ходит на исповедь в специальную будку, где слушает запись Лидера Церкви монсеньора Орелэса (Кристофер Пламмер) и отвечает заранее заготовленными фразами. Изо дня в день Пастырь слоняется по улицам, теребя чётки в поисках успокоения, так как его преследуют сомнения по поводу его действий в прошлом.
К Пастырю приходит Хикс (Кэм Жиганде), шериф соседнего города Августина, чтобы сообщить неприятное известие: Люси (Лили Коллинз), племянница Пастыря, была похищена бандой вампиров. Её родители, бывшая подруга Пастыря Шэннон (Медкен Эмик) и Оуэн (Стивен Мойер), родной брат Пастыря, были убиты.
Чтобы восстановить свои полномочия, Пастырь отправляется на Совет монсеньоров, где просит позволить ему отправиться на помощь Люси, но получает поддержку только со стороны монсеньора Чемберлена (Алан Дэйл). Монсеньор Орелэс не хочет признавать угрозу возрождения вампиров, так как это подорвёт авторитет Церкви, и приказывает Пастырю ничего не предпринимать. Пастырь разрывает свои чётки (пока разорванные четки падают на пол, Пастырь врукопашную расправляется с группой захвата, которая держала его под прицелами огнестрельного оружия) и отправляется вместе с Хиксом на поиски банды вампиров, нарушив запрет. Орелэс посылает группу из четырёх пастырей во главе с Монахиней (Мэгги Кью), чтобы вернуть нарушителя живым или мертвым.
Пастырь и Хикс начинают поиски с резервации «Найтшейд», где живут немногие выжившие вампиры. Они спускаются в один из склепов,  и там на них нападают фамильяры - люди, заражённые патогеном, который делает их безумными слугами вампиров. Тем временем солнце заходит, и героям приходится отбиваться от шести вампиров, вылезших из склепов. Пастырь замечает, что склепов было пятьдесят, а вампиров осталось всего шесть, самых слабых. Путники отправляются в улей «Сола Мира», чтобы узнать, где оставшиеся вампиры.
Тем временем Монахиня также отправляется в «Сола Мира», в надежде найти Пастыря там. Трёх других пастырей она отправила в Иерихон, поселение недалеку. Прибыв в Иерихон, пастыри сталкиваются с Человеком в Чёрной Шляпе (Карл Урбан), приехавшим на бронепоезде и выпустившим вампиров в город. Чёрная Шляпа побеждает и распинает пастырей, в то время как его армия вампиров убивает всех жителей Иерихона. После этого Чёрная Шляпа отправляется на поезде дальше, неся смерть свободным поселениям вне укреплённых стен городов; в них живут люди, не желающие находиться под властью Церкви.
В «Сола Мира» Пастырь и Хикс встречаются с Монахиней и обнаруживают в улье новые ячейки, из которых вышла новая армия вампиров. На группу нападает огромный вампир — хранитель улья. Расправившись с ним, троица спешит в Иерихон, где обнаруживают распятых пастырей, хоронят их и направляются вслед за поездом. Монахиня признаётся Пастырю в своих чувствах, так как со смертью Шеннон его привязанность к бывшей жене больше не имеет смысла, но Пастырь непреклонен. 
Монахиня рассказывает Хиксу историю Пастыря. Всех пастырей забирали в служение в раннем возрасте, но у него, уже взрослого, была семья. Жизнь пастырей трудна и опасна, поэтому они отрекаются от своих семей, чтобы отдать себя службе Церкви. У Пастыря осталась дочь — Люси, которую он отдал на воспитание своему брату; ей не рассказали, кто её настоящий отец.
Пастырь понимает, что вампиры используют поезд, чтобы перемещаться днём и нападать ночью на поселения. В конце ветки находятся города, защищённые стенами, но пыль и дым в их загрязнённом воздухе не пропускают солнечный свет, и дневная атака вампиров будет неожиданной и убийственной. Группа разделяется: Монахиня обгоняет поезд, чтобы подорвать железнодорожные пути, а Пастырь и Хикс высаживаются на поезд для освобождения Люси. Пастырь встречает на крыше Чёрную Шляпу и с удивлением узнаёт в нём пастыря, которого не удержал во время тайной миссии в «Сола Мира». Королева вампиров превратила того в первого гибрида человека с вампиром, дав испить своей крови. Он первый вампир, который не боится солнечного света. Проигрывая рукопашный поединок, Пастырь падает с крыши вагона, однако успевает зацепиться за его днище, через которое проникает внутрь и объединяется с Хиксом. Они находят Люси, однако появившийся Чёрная Шляпа выбрасывает Хикса из поезда, а Пастыря избивает и прикалывает к стене.
Чёрная Шляпа старается воспользоваться моментом, чтобы укусить Люси, однако пришедший в себя Пастырь мешает ему метким броском креста-кинжала. Люси падает с крыши, но Пастырь успевает схватить её. Между тем Монахиня, оторвавшись от фамильяров, спрыгнувших с поезда на мотоциклах, устанавливает на рельсы взрывчатку, но фамильяры настигают её и повреждают таймер. Монахиня прикрепляет взрывчатку к своему мотоциклу и направляет его навстречу поезду. Происходит взрыв, образовавшийся огненный шторм мгновенно сжигает Чёрную Шляпу (от него остаётся только его шляпа), а вместе с ним фамильяров и вампиров. Пастырь, Хикс, Люси и Монахиня выбираются из-под обломков.
Пастырь возвращается в Кафедральный Город, где идёт прямо к Орелэсу, который проводит мессу, и заявляет, что вампиры создали новую армию, а война не закончилась, и бросает к его ногам голову вампира, говоря, что таких много в горящем поезде за стеной, а Королевы вампиров среди них нет. Орелэс отказывается даже слушать его, крича вслед, что война окончена, на что Пастырь отвечает, что она только начинается. Пастырь покидает город, а Монахиня отправляется в другие города, чтобы собрать остатки ордена для продолжения войны.

## В ролях
- Пол Беттани — Ивейн Айзекс /Пастырь
- Кэм Жиганде — Хикс
- Мэгги Кью — Монахиня / Динора Краузер
- Лили Коллинз — Люси Айзекс
- Карл Урбан — Чёрная шляпа
- Стивен Мойер — Оуэн Айзекс
- Кристофер Пламмер — Монсеньор Орелэс
- Алан Дэйл — Монсеньор Чамберлэйн
- Медкен Эмик — Шэннон
- Брэд Дуриф — торговец

## Реклама и продвижение
К выходу фильма на экраны были созданы необычные рекламные щиты, выставляемые при входе в кинотеатр. Щиты содержали «пасхальное яйцо» — в нижней части постера располагался особый цветовой маркер, доступный для считывания с помощью специального приложения, установленного на мобильном телефоне. Считав код такого маркера, зритель получает возможность просмотреть рекламный ролик — анимационный пролог к фильму, снятый режиссёром Геннди Тартаковски.